# Eutímio, o Grande
Eutímio, o Grande (Melitene, 377 - Negueve, 20 de janeiro de 473) foi um asceta, abade e um dos Pais do monasticismo ortodoxo oriental, estabelecendo diversos centros religiosos ao longo da Palestina. Devido a sua vida ascética e sua confissão firme na fé ortodoxa, Eutímio adquiriu o epítome, "o Grande". Quando o Concílio de Calcedónia (451) condenou Eutiques, foi graças a autoridade de Eutímio que os líderes eclesiásticos orientais aceitaram seus decretos. A imperatriz Élia Eudócia converteu-se ao catolicismo através de Eutímio.
Filho de Paulo e Dionísia, Eutímio logo na infância perde seu pai e sua mãe, que havia prometido guiá-lo a vida religiosa, entrega-o a seu irmão Eudóxio. Eudóxio leva a criança ao bispo Otreu de Melitene que aceita cuidar dele. Percebendo a aptidão de Eutímio, Otreu o nomeia Lector e o torna um monge. Em pouco tempo Eutímio foi ordenado para o sacerdócio e a ele foi concedida a responsabilidade de gerir todos os mosteiros da cidade de Melitene. Em 406, partiu secretamente em peregrinação para Jerusalém onde filiou-se ao mosteiro de Parã, nas proximidades da cidade; em sua viagem, Eutímio visitou os Padres do Deserto. Em Parã, ganhando a vida tecendo cestos, Eutímio conheceu Teoctisto, monge de um mosteiro vizinho, que também compartilhava com ele o ascetismo. Todos os anos, após a Epifania do Senhor, ambos retiravam-se para o deserto de Coutila (próximo de Jericó).
Em 411, Eutímio, junto de Teoctisto, partiu definitivamente para o deserto onde ambos habitaram uma caverna. Quando os habitantes locais tomaram conhecimento da presença destes ascetas, periodicamente eles recebiam visitas. Com o tempo uma comunidade monástica começou a ganhar forma estando entre os discípulos muitos monges de Parã; à Teoctisto foi concebido a dever de gerir o mosteiro. Durante este período Eutímio atuou no batismo de muitos árabes, entre eles Aspabeto (recebeu o nome de Pedro) e seu filho Terebão, ambos curados por Eutímio de uma moléstia; Aspabeto tornou-se bispo entre os árabes e recebeu o direito de participar do Concílio do Éfeso em 431.
Rapidamente as notícias dos milagres de Eutímio se espalharam e multidões começaram a visitar o mosteiro a procura de cura para diversas enfermidades. Não suportando mais viver em meio a tanta fama, Eutímio abandona o mosteiro e parte junto de seu discípulo Domiciano para o deserto de Ruba, perto do mar Morto, onde habitaram a montanha onde situa-se as ruínas de Massada. No deserto de Zifão, nas cercanias da caverna onde, segundo relatos bíblicos, Davi escondeu-se de Saul, Eutímio fundou um mosteiro e construiu uma igreja, além de ter trabalhado na conversão de monges maniqueístas, na cura de enfermos e com exorcismo.
Mais tarde Eutímio retorna para as proximidades do mosteiro de Teoctisto onde, em 420, funda um mosteiro semelhante ao de Parã. Em 428 a igreja próxima ao mosteiro é dedicada a ele por Juvenal, patriarca de Jerusalém.